# Eukoenenia grassii
Eukoenenia grassii is een spinnensoort in de taxonomische indeling van de Palpigradi.
Het dier komt uit het geslacht Eukoenenia. Eukoenenia grassii werd in 1901 beschreven door Hansen.